# Fédération luxembourgeoise de rugby à XV
Pour les articles homonymes, voir FLR.
La Fédération luxembourgeoise de rugby à XV est une organisation membre de l'International Rugby Board (IRB) (depuis 1991) qui régit l'organisation du rugby au Luxembourg.
Elle regroupe les clubs, les associations, les sportifs, les entraîneurs, les arbitres, pour contribuer à la pratique et au développement du rugby dans tout le territoire luxembourgeois.

## Historique
La fédération a été créée en mai 1973 par des expatriés français et britanniques, à la suite de la fondation du premier club du pays, le Rugby Club de Luxembourg, car il ne peut y avoir de club officiellement reconnu sans fédération nationale. Seul club du pays pendant plusieurs années, le Rugby Club de Luxembourg a sollicité la Fédération française de rugby qui l'a bien volontiers accueilli au sein du comité Alsace-Lorraine. Le deuxième club, De Renert Walferdange a été créé en 1990 et évolue dans le championnat belge.

## Logo

Évolution du logo
Ancien logo.

## Liste des présidents
- Alexandre Krieps
- Steve Karier
- Jean-François Boulot